# Stulatek, który wyskoczył przez okno i zniknął (film)
Stulatek, który wyskoczył przez okno i zniknął (szw. Hundraåringen som klev ut genom fönstret och försvann) – czarna komedia przygodowa z 2013 roku, zrealizowana w koprodukcji europejskiej, wyreżyserowana przez Felixa Herngrena. Scenariusz filmu bazuje na powieści Jonasa Jonassona o tym samym tytule. Film był wyświetlany w sekcji Berlinale Special Gala na 64. Międzynarodowym Festiwalu Filmowym w Berlinie.
Film odniósł ogromny międzynarodowy sukces, będąc wyświetlanym na ekranach w ponad 40 krajach, zarabiając ponad 52 milionów dolarów, stając się dzięki temu trzecim najlepiej zarabiającym szwedzkim filmem w historii, zaraz po Millennium: Mężczyźni, którzy nienawidzą kobiet (szw. Män som hatar kvinnor) i  Millennium: Dziewczyna, która igrała z ogniem (szw. Flickan som lekte med elden, Millennium part 2).
W 2016 roku film został nominowany do Oscara w kategorii najlepsza charakteryzacja i fryzury.
Kontynuacją filmu była komedia Stujednolatek, który nie zapłacił rachunku i zniknął z 2016, nieoparta już na powieści.

## Opis fabuły
Allan Karlsson mieszka w domu spokojnej starości. Podczas gdy personel przygotuje dla niego przyjęcie urodzinowe, Allan wyskakuje przez okno i ucieka z ośrodka, inicjując serię przygód. Allan odegrał kluczową rolę w najważniejszych wydarzeniach XX wieku. Podróżując po całym świecie i wykonując tajne misje, zawarł, między innymi, znajomość z generałem Franco, Stalinem, prezydentami USA Trumanem i Reaganem, Michaiłem Gorbaczowem oraz bliźniakiem Alberta Einsteina.

## Obsada
- Robert Gustafsson jako Allan Karlsson
- Iwar Wiklander jako Julius
- David Wiberg jako Benny
- Mia Skäringer jako Gunilla
- Jens Hultén jako Gäddan
- Bianca Cruzeiro jako Caracas
- Alan Ford jako Pim
- Sven Lönn jako Hinken
- David Shackleton jako Herbert Einstein
- Georg Nikoloff jako Popov
- Sibylle Bernardin jako Amanda Einstein

i inni